# 篠田果歩
篠田 果歩（しのだ かほ、1992年9月2日 - ）は、日本の女優。ワーサル所属。静岡県出身。

## 出演

### テレビ
2011年
- TBS　生まれる。

2014年
- テレビ東京　牙狼〈GARO〉-魔戒ノ花-　第六話〜風鈴〜
- 携帯ドラマUULA 恋愛体感　モトカレ

2017年
- テレビ東京　コードネームミラージュ - K-13隊員 役

2018年
- NHKBSプレミアム　アイアングランマ2 - 女性客 役

### 映画
2012年
- ガーディアンファイター2（監督：玉井雅利）
- Undead Dragon〜死霊遊戯〜（監督：玉井雅利）

2013年
- 時間創造部（監督：玉井雅利、下村勇二、山口雄大） - 恵美理 役

2014年
- TOKYO TRIBE（監督：園子温） - ボックス 役

2015年
- リアル鬼ごっこ（監督：園子温）

2016年
- Max the movie（監督：山口雄大） - カニカマカップル 役

2017年
- 見えない棘（監督：清水崇）
- 覆面系ノイズ（監督：三木康一）
- 東京ヴァンパイアホテル（監督：園子温） - 居酒屋客 役

2018年
- おかしなワークショップ（監督：蔭山周） - 松原 役

2020年
- はぐれアイドル地獄変 - 豪島セーラ 役

### 舞台
2013年
- 君想ふ、故に我アリ - イブ 役

2015年
- Linked to〜四舎八房より〜 - 君萱幸 役

2016年
- タイムカプセル〜友達に戻れる日まで〜（Eggman tokyo east） - 葵 役
- DADDY（池袋シアターグリーン/basetheater） - 上原沙織 役
- DearKir（新宿シアターモリエール） - 湯川純玲(ユズ) 役
- 森の奥の噂ノ塔の上の（池袋シアターグリーン/basetheater） - 先生 役
- 紙風船（演出：川﨑初夏） - 妻 役

2017年
- 蜜柑星人〜或いは白と黒の境界線〜（参宮橋トランスミッション） - 妹 役
- アカルイユウヤケ（演出：清水康栄） - 河本千佳 役
- VAMPIRE（池袋シアターグリーン/bigtreetheater） - コナー 役
- 英雄学園〜unordinary everyday〜（神奈川県立青少年センター/多目的プラザ） - モルドレッド 役
- キレイナセナカ【金】（演出：清水康栄） -小沢里香 役

2018年
- 英雄学園2〜March of Gods〜（神奈川県立青少年センター/ホール） - モルドレッド 役
- 溝の花びら（演出：清水康栄） - 東山真由美 役
- 空と海の幸（演出：清水康栄）- 真由美/優子役

2019年
- アカルイユウヤケ（演出：小松明人）- 加奈子役
- マンナカノホシゾラ（演出：清水康栄）- イルミナ役
- エガオワラウ（演出：清水康栄）- 香織役

### CM
- JRA あなたの競馬が走り出す。
- タカラレーベン 日めくりカレンダー
- アクエリアスWEB動画

2017年
- SoftBank JUSTIN 「ジャスティン・ビーバー 忍法10倍の術」 篇
- ヤマザキ ランチパック 「スポーツ観戦 市民マラソン」 篇

### MV
- 仙台貨物 一撃!SHABAZO伝説
- シシドカフカ 危険なふたり

2018年
- E-Girls あいしてると言ってよかった